# Tabanus similis
Tabanus similis är en tvåvingeart som beskrevs av Macquart 1850. Tabanus similis ingår i släktet Tabanus och familjen bromsar. Inga underarter finns listade i Catalogue of Life.